# The Records
The Records war eine englische Rock-Pop-Band der ausgehenden 70er Jahre. Bekanntester Song der Band ist ihre US-Hitsingle „Starry Eyes“ (1979).

## Bandgeschichte

### Gründung
The Records entstanden aus den Resten der Kursaal Flyers, einer Pubrock-Band, bei der Drummer Will Birch spielte. 1977 schloss sich ihnen John Wicks als Gitarrist an. Birch und Wicks fingen bald an, gemeinsam Songs zu schreiben – Wicks als Komponist, Birch als Texter. Nur drei Monate nachdem Wicks zu ihnen stieß, lösten sich die Kursaal Flyers auf. Birch und Wicks blieben zusammen, und 1978 gründeten sie mit dem Leadgitarristen Huw Gower und Bassist Phil Brown die Records. Gower hatte zuvor bei der „Hippie“-Band Magic Muscle und den Punkern The Ratbites From Hell gespielt (hier zusammen mit John Perry, später Gitarrist bei The Only Ones); Brown war Bassist von The Janets gewesen.
Die Beatles, die Kinks und Powerpop-Bands der End-1960er/frühen 1970er Jahre wie Badfinger, Big Star oder The Raspberries waren die Haupteinflüsse auf den Sound der Records. Ihr Power-Pop schwamm mit auf der Erfolgswelle von Punkrock und New Wave – zurück zum reinen Rock, weg vom Bombast der ersten Hälfte der 1970er Jahre. Nach einer Reihe von Liveauftritten veröffentlichte das Independent-Label The Record Company im November 1978 ihre Debütsingle „Starry Eyes“.

### Erfolge
Stiff Records nahmen The Records unter Vertrag und ließen die Band ihren Jungstar Rachel Sweet auf der „Be Stiff“-Tour begleiten. Die Konzerte begannen jeweils mit ein paar Songs der Records ohne Rachel. Birch und Wicks schrieben auch einen Song für Rachel Sweet („Pin a Medal on Mary“ vom Album „Fool Around“). Die beiden komponierten und texteten in dieser Zeit auch den Song „Hearts in Her Eyes“ für die Searchers, die damit ein unerwartetes Comeback mehr als ein Jahrzehnt nach ihrem letzten Hit feierten.
1979 erhielten die Records aufgrund von Demoaufnahmen, die später als „Paying for the Summer of Love“ veröffentlicht wurden, einen Vertrag bei Virgin Records. Ihre Debüt-Single „Starry Eyes“ wurde nun auch in den USA veröffentlicht und so zu ihrem bekanntesten Lied. All Music Guide nennt ihn einen „fast perfekten Song, der Britischen Power Pop in den 70ern definierte“; Birch selbst nennt ihn auf der Website der Records ein „dreist umgeschriebenes ‚Do Anything You Wanna Do‘ von Eddie & the Hot Rods“. Die Single wurde in den USA ein größerer Hit als in ihrer Heimat und schaffte es in den Billboard-Charts bis auf Platz 56. In Großbritannien konnten die Records ihre Singles (auf „Starry Eyes“ folgte „Rock and Roll Love Letter“) zwar im Hörfunk, aber nicht in den Verkaufscharts platzieren.
Mit den Produzenten Mutt Lange und Tim Friese-Greene nahmen sie ihre erste Langspielplatte „Shades in Bed“ auf, die auch ihre dritte Single „Teenarama“ enthielt. In den USA erschien das Album unter dem Titel „The Records“; es wurde hier ebenfalls zum Hit und kam bis auf Platz 41 der Charts. Sie gingen auf Tournee, in Großbritannien als Vorgruppe für The Jam; in den USA für Joe Jackson und für The Cars (im Central Park), spielten dort aber auch Konzerte als Headliner mit The dB's oder The Rubinoos im Vorprogramm.

### Misserfolge
Gower, der wieder härteren Sound machen wollte, verließ die Gruppe 1980 und schloss sich der Band von David Johansen (ehemals New York Dolls) an. Jude Cole, ein 19-jähriger US-Amerikaner aus Moon Martins Band The Ravens, ersetzte ihn für das Album „Crashes“ (1980). Das Album wurde kein Hit; auch die Single „Hearts in Her Eyes“ (der Song, den Birch und Wicks ursprünglich für die Searchers geschrieben hatten) brachte keinen Erfolg. Nach einer US-Tour blieb Cole dort, während Birch, Wicks und Brown zurückkehrten nach England. Die Drei rekrutierten den Gitarristen Dave Whelan sowie Chris Gent als Leadsänger. Dies Lineup nahm 1981 ein drittes Album für Virgin auf, „Music on Both Sides“, das erst ein Jahr später veröffentlicht wurde, jedoch von Kritikern wie Käufern weitgehend unbeachtet blieb.

### Auflösung
Nach dem kommerziellen Misserfolg der dritten LP und zwei Konzerten in London löste sich die Band 1982 auf. Birch machte als Produzent (u. a. für Dr. Feelgood) und Songwriter weiter (zunächst vor allem bei Stiff Records, wo er unter anderem mit Billy Bremner von Rockpile und mit Desmond Dekker zusammenarbeitete, sowie Demon Records) und wurde später Musikkritiker / -historiker (u. a. für das Magazin MOJO) und Buchautor. Wicks behielt die Namensrechte an The Records. 1991 kam die Originalband noch einmal zusammen, um den Beach-Boys-Hit „Darlin’“ zum Tributalbum „Smiles, Vibes and Harmonies“ zu Ehren von Brian Wilson beizusteuern, 1992 traten sie noch ein letztes Mal live auf, in Kingston upon Thames. Wicks ließ sich in den USA nieder und nimmt weiterhin Musik auf – als John Wicks & the Records.

## Diskografie

### Alben
- 1979: Shades in Bed (US-Version: The Records; US-Charts # 41)
- 1980: Crashes
- 1982: Music on Both Sides
- 1987: A Sunny Afternoon in Waterloo (frühe Demoaufnahmen)
- 1988: Smashes, Crashes and Near Misses (Kompilation)
- 1990: Paying for the Summer of Love (frühe Demoaufnahmen)

### Singles
- 1978: Starry Eyes / Paint Her Face (US-Charts # 56)
- 1979: Teenarama / Held Up High
- 1979: Rock and Roll Love Letter / Wives & Mothers of Tomorrow
- 1980: Hearts in Her Eyes / So Sorry
- 1981: Imitation Jewellery / Your Own Soundtrack